# سدل راک استیتس (نیویورک)
سدل راک استیتس (به انگلیسی: Saddle Rock Estates) یک منطقهٔ مسکونی در ایالات متحده آمریکا است که در شهرستان نساو، نیویورک واقع شده‌است. سدل راک استیتس ۰٫۳ کیلومتر مربع مساحت و ۵۰۰ نفر جمعیت دارد و ۸ متر بالاتر از سطح دریا واقع شده‌است.